# Tephrosia smythiae
Tephrosia smythiae är en ärtväxtart som beskrevs av Mcvaugh. Tephrosia smythiae ingår i släktet Tephrosia och familjen ärtväxter. Inga underarter finns listade i Catalogue of Life.